# Erythridula amabilis
Erythridula amabilis är en insektsart som först beskrevs av Mcatee 1924.  Erythridula amabilis ingår i släktet Erythridula och familjen dvärgstritar. Inga underarter finns listade i Catalogue of Life.